# Reginald Veal
Reginald Veal (Chicago, 5 november 1963) is een Amerikaanse jazzbassist van de modernjazz, die lid was van de band van Wynton Marsalis tijdens de jaren 1980 en 1990.

## Biografie
Veal groeide op in New Orleans, kreeg op 8-jarige leeftijd pianoles en begon e-bas te spelen in de gospelgroep van zijn vader. Hij studeerde aan de Southern University in Baton Rouge bij Alvin Batiste. Daar wisselde hij naar de contrabas. Daarnaast speelde hij trombone in marsbands. Als bassist werkte hij in bands rond Ellis Marsalis, met wie hij in Zuidoost-Azië was en vanaf 1986 ook bij Terence Blanchard en Donald Harrison. Tussen 1987 en 1993 was hij lid van de band van Wynton Marsalis, met wie hij wereldwijd op tournee ging. Hij was gelijktijdig ook betrokken bij de producties van het Lincoln Center Jazz Orchestra. Daarna speelde hij bij Branford Marsalis en Elvin Jones, met wie hij ook internationaal toerde. In 1997 voegde hij zich bij het trio van Eric Reed. Verder was hij betrokken bij opnamen van Dianne Reeves en Michael White en talrijke Young Lions als Leroy Jones, Marcus Roberts, Nicholas Payton, Courtney Pine, Wycliffe Gordon, Mark Whitfield, Herlin Riley en de Tough Young Tenors.